# Yuen Biao
 (novembre 2020).
Si vous disposez d'ouvrages ou d'articles de référence ou si vous connaissez des sites web de qualité traitant du thème abordé ici, merci de compléter l'article en donnant les références utiles à sa vérifiabilité et en les liant à la section « Notes et références ».
Dans ce nom, le nom de famille, Yuen, précède le nom personnel.
Yuen Biao (元彪) est un acteur, cascadeur et chorégraphe d'action hongkongais né le 26 juillet 1957 à Hong Kong. Spécialiste des arts martiaux, il est l'un des Sept Petits Prodiges. Il a également produit et réalisé quelques films.

## Biographie
Né sous le nom de Hsia Ling-Jun (夏令正), Yuen Biao a étudié à l'Académie d'étude du théâtre chinois de 5 à 16 ans. "Yuen" était le nom du professeur Yu Jim Yuen (translittération cantonaise du nom chinois 于占元 - yú zhān yuán en pinyin mandarin). Comme de nombreux condisciples, Yuen Biao a choisi de prendre ce nom de scène en son honneur.
En 1978, Yuen Biao devint une doublure de Bruce Lee. Il fut l'un des "faux" Bruce Lee dans Le Jeu de la mort, réalisant les acrobaties et cascades que la doublure officielle de Bruce Lee (l'expert de tae-kwon-do Kim Tai Chung) ne pouvait pas faire.
Yuen Biao n'eut pas vraiment l'occasion de montrer ses talents au public avant la fin des années 1970, grâce à ses amis Sammo Hung et Jackie Chan. Il fut la vedette de plusieurs films à succès au début des années 1980, notamment Prodigal Son et Tigre blanc (Dreadnaught) (réalisé par Yuen Woo-ping), mais accepta par la suite des seconds rôles dans les films des stars Chan et Hung.
Son succès déclina donc un peu dans les années 1990, mais remonta doucement grâce aux films Hero en 1997 et A Man Called Hero (en) en 1999. En 2000, Yuen Biao se rendit aux États-Unis pour travailler avec Jackie Chan comme chorégraphe des combats dans Shanghai Kid (Le Cowboy de Shanghaï). En 2001, Yuen Biao fut le partenaire de Sammo Hung dans The Avenging Fist. Il joua aussi dans la comédie de 2002 No Problem 2.
Il est surtout connu pour ses scènes d'action acrobatiques, qui font souvent de l'ombre à ses partenaires plus connus, comme dans Eastern Condors (avec Sammo Hung) ou Dragons Forever. Dans la plupart de ses rôles, il interprète des jeunes gens naïfs et sans expérience ou des excentriques.
Il est marié depuis 1984 à Didi Pang Sau-Ha et a eu deux enfants avec elle.
En 2005, il a joué dans une série télévisée pour la chaîne TVB, Real Kung Fu, qui lui a donné l'occasion de démontrer ses talents de kung fu.

## Filmographie

### Comme acteur
- 1971 : La Rage du vainqueur (avec  Jackie Chan)
- 1972 : Dynamique Dragon contre boxeurs chinois (avec Sammo Hung, Jackie Chan et Corey Yuen)
- 1972 : La Fureur de vaincre (avec Bruce Lee)
- 1972 : La Fureur du dragon (avec Bruce Lee et Chuck Norris)
- 1973 : Death Kick
- 1973 : Chinese Hercules (avec Corey Yuen)
- 1973 : Acrobatique Kung Fu contre Gang Noir (avec Wah Yuen)
- 1973 : None but the Brave (avec Jackie Chan, Wah Yuen et Corey Yuen)
- 1973 : Opération dragon (avec Bruce Lee)
- 1973 : Kickmaster (avec Sammo Hung)
- 1973 : Karaté pour une blonde (avec Corey Yuen)
- 1973 : Le Tigre noir du karaté  (avec Sammo Hung, et Angela Mao)
- 1974 : The Tournament (1974) (avec Sammo Hung, Wah Yuen, Corey Yuen, et Angela Mao)
- 1974 : Super Kung Fu Kid (avec Wah Yuen)
- 1974 : Stoner se déchaîne à Hong Kong (avec Sammo Hung et Wah Yuen)
- 1974 : Conman and the Kung Fu Kid (avec Wah Yuen et Corey Yuen)
- 1974 : Les Vierges des mers chaudes
- 1975 : La Légende de l'Himalaya (avec Sammo Hung, Jackie Chan et Wah Yuen)
- 1975 : Kung Fu Stars (avec Sammo Hung et Yuen Woo-ping)
- 1975 : Pirates et Guerriers (avec Sammo Hung, Wah Yuen et Corey Yuen)
- 1975 : L'Homme de Hong Kong (avec Sammo Hung)
- 1976 : Le Combat des maîtres
- 1976 : Killer Clans (avec Cheung-Yan Yuen, Shun-Yee Yuen et Corey Yuen)
- 1976 : Faut pas karaté la queue du tigre
- 1976 : Secret Rivals
- 1976 : Hand of Death (réalisé par John Woo, avec Sammo Hung, Jackie Chan et Wah Yuen)
- 1976 : Le Sabre infernal (avec Brandy Yuen, Cheung-Yan Yuen, Corey Yuen et Shun-Yee Yuen)
- 1976 : L'Impitoyable (avec Jackie Chan)
- 1976 : La Vie fantastique de Bruce Lee
- 1977 : The Fatal Flying Guillotines (avec Corey Yuen)
- 1977 : Shaolin Plot (avec Sammo Hung et Wah Yuen)
- 1977 : Snuff Bottle Connection
- 1977 : Broken Oath  (avec Sammo Hung et Corey Yuen)
- 1977 : Secret Rivals 2 (avec Corey Yuen)
- 1977 : Deadly Angels (avec Cheung-Yan Yuen)
- 1977 : The Invincible Armour (avec Corey Yuen et Shun-Yee Yuen)
- 1977 : Le Tigre de jade
- 1977 : Death Duel (1977) (avec Brandy Yuen, Corey Yuen, Shun-Yee Yuen et Wah Yuen)
- 1977 : To Kill a Jaguar
- 1977 : De la neige sur les tulipes (avec Robert Mitchum, Leslie Nielsen et Wah Yuen)
- 1978 : Warriors Two (réalisé par et avec Sammo Hung)
- 1978 : By Hook or by Crook (avec Sammo Hung)
- 1978 : Enter the Fat Dragon (réalisé par et avec Sammo Hung)
- 1978 : Le Jeu de la mort (avec Bruce Lee et Kareem Abdul-Jabbar)
- 1978 : Amsterdam Connection
- 1978 : Swordsman and Enchantress
- 1978 : Soul Brothers of Kung Fu (avec Cheung-Yan Yuen, Corey Yuen, Shun-Yee Yuen et Yat Chor Yuen)
- 1978 : L'Irrésistible (avec Jackie Chan)
- 1979 : Le Maître intrépide (réalisé par et avec Sammo Hung)
- 1979 : Snake Deadly Act
- 1979 : Le Héros magnifique (réalisé par Sammo Hung et Yuen Woo-ping, avec Sammo Hung)
- 1979 : Heroes of Shaolin (avec Corey Yuen)
- 1980 : Bat Without Wing (avec Bun Yuen et Wah Yuen)
- 1980 : La Danse du lion (réalisé par et avec Jackie Chan)
- 1980 : Lightning Kung Fu (réalisé par et avec Sammo Hung)
- 1980 : L'Exorciste chinois (réalisé par et avec Sammo Hung)
- 1981 : Tigre blanc (Dreadnaught) (réalisé par Yuen Woo-ping, avec Shun-Yee Yuen, Cheung-Yan Yuen et Yuen Qiu)
- 1981 : Le Jeu de la mort 2 (avec Bruce Lee)
- 1982 : Carry on Pickpocket (réalisé par et avec Sammo Hung)
- 1982 : Lovers Blades (avec Wah Yuen)
- 1982 : Prodigal Son (réalisé par et avec Sammo Hung)
- 1983 : Le Gagnant (réalisé par Sammo Hung, avec Sammo Hung et Jackie Chan)
- 1983 : Zu, les guerriers de la montagne magique (réalisé par Tsui Hark, avec Sammo Hung)
- 1983 : The Champions (réalisé par Brandy Yuen)
- 1983 : Le Marin des mers de Chine (réalisé par Jackie Chan, avec Sammo Hung et Jackie Chan)
- 1984 : Pom Pom (avec Sammo Hung)
- 1984 : Soif de justice (réalisé par Sammo Hung, avec Sammo Hung et Jackie Chan)
- 1985 : Le Flic de Hong Kong (réalisé par Sammo Hung, avec Sammo Hung, Wah Yuen et Jackie Chan)
- 1985 : From the Great Beyond (avec Sammo Hung)
- 1985 : Le Flic de Hong Kong 2 (réalisé par Sammo Hung, avec Sammo Hung, Jackie Chan, Michelle Yeoh et Andy Lau)
- 1986 : Eastern Condors (réalisé par Sammo Hung, avec Sammo Hung, Yuen Woo-ping, Corey Yuen et Wah Yuen)
- 1986 : Shanghaï Express (réalisé par Sammo Hung, avec Sammo Hung, Tak Yuen et Wah Yuen)
- 1986 : Rosa
- 1986 : Le Retour de Mr. Vampire
- 1986 : Righting Wrongs (réalisé par et avec Corey Yuen)
- 1988 : Dragons Forever (réalisé par Sammo Hung et Corey Yuen, avec Sammo Hung, Jackie Chan et Wah Yuen)
- 1988 : Portrait de fantôme chinois (avec Wah Yuen)
- 1988 : On the Run (avec Wah Yuen)
- 1988 : Peacock King (réalisé par Biao Yuen, avec Bun Yuen)
- 1989 : Big Brother (réalisé par et avec Jackie Chan)
- 1989 : The Iceman Cometh (avec Maggie Cheung, Corey Yuen et Wah Yuen)
- 1990 : Dragon Versus Phoenix (avec Sammo Hung et Corey Yuen)
- 1990 : Saga of the Phoenix
- 1990 : Shanghai Encounter (avec Sammo Hung et Tak Yuen)
- 1991 : Il était une fois en Chine (réalisé par Tsui Hark, avec Jet Li, Cheung-Yan Yuen, Kam-Fai Yuen, Shun-Yee Yuen et Tony Yuen)
- 1991 : Bakayaro! (histoires courtes produites par Yoshimitsu Morita)
- 1992 : Kid From Tibet (réalisé par Biao Yuen, avec Wah Yuen et Jackie Chan)
- 1992 : Shogun and Little Kitchen (avec Ng Man Tat)
- 1992 : The Setting Sun (avec Diane Lane et Donald Sutherland)
- 1993 : Sword Stained With Royal Blood (avec Ng Man Tat)
- 1993 : Deadful Melody (avec Wah Yuen et Corey Yuen)
- 1993 : Kick Boxer (avec Wah Yuen et Corey Yuen)
- 1994 : Don't Give a Damn (réalisé par et avec Sammo Hung)
- 1994 : Circus Kid
- 1995 : Tough Beauty and the Sloppy Slop (réalisé par Bun Yuen, avec Wah Yuen)
- 1995 : The First Assignment
- 1996 : The Hero of Swallow
- 1996 : Dragon from Shaolin
- 1997 : File X Murderer
- 1997 : Hero (réalisé par Corey Yuen, avec Takeshi Kaneshiro, Wah Yuen, Tak Yuen et Corey Yuen)
- 1998 : Righteous Guards (série télé taïwanaise)
- 1999 : Millennium Dragon
- 1999 : A Man Called Hero
- 2000 : Shanghai Kid (avec Jackie Chan, Owen Wilson et Lucy Liu)
- 2001 : The Avenging Fist (réalisé par Corey Yuen, avec Sammo Hung)
- 2002 : No Problem 2
- 2004 : Chek ji kuen wong
- 2004 : Enter the Phoenix (avec Jackie Chan)
- 2004 : Hero Youngster
- 2005 : Real Kung Fu (série télé)
- 2006 : Rob-B-Hood (avec Jackie Chan)
- 2010 : Ip Man : La légende est née (avec Sammo Hung)
- 2010 : Empire of Assassins
- 2016 :  The Bodyguard

### Comme chorégraphe d'action
- 1993 : Kick Boxer

### Comme producteur
- 1993 : Kick Boxer